# Adolf Slaby

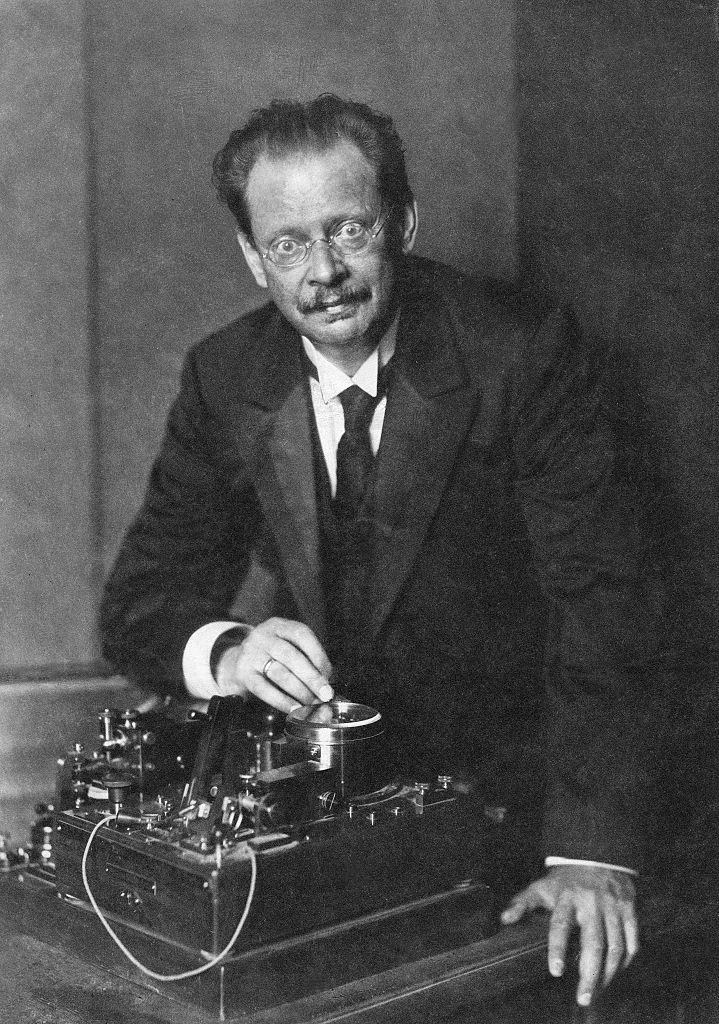
Adolf Slaby (Porträtfoto von Nicola Perscheid)

Adolf Karl Heinrich Slaby (* 18. April 1849 in Berlin; † 6. April 1913 in Charlottenburg) war ein deutscher Elektroingenieur und Hochschullehrer.
Slaby wurde 1886 der erste Ordinarius für Elektrotechnik an der Technischen Hochschule (Berlin-)Charlottenburg. Elf Jahre später beschäftigte er sich, von den Arbeiten Guglielmo Marconis auf dem Gebiet der Funktelegrafie angeregt, mit der Entwicklung von neuen Techniken zur drahtlosen Nachrichtenübermittlung, die er verbesserte und populär machte. Durch seinen persönlichen Zugang zu Kaiser Wilhelm II. bewirkte er viel für das gesellschaftliche Ansehen der Ingenieure und der Technik. Sein Sohn war der Ingenieur und Konstrukteur Rudolf Slaby (1887–1953), Mitbegründer der Slaby-Beringer-Automobilwerke in Berlin.

## Anfänge
Adolf Slaby war ein Sohn des Buchbinders Gustav Slaby und zeigte bereits in der Realschule ein mathematisch-technisches Interesse. Er immatrikulierte sich an der Berliner Gewerbeakademie, dem Vorläufer der Technischen Hochschule Charlottenburg, um Maschinenbau und Mathematik zu studieren, unter anderem bei Franz Reuleaux. Nebenbei betätigte er sich als Hauslehrer beim Maschinenbau-Unternehmer Louis Schwartzkopff, wodurch sich auch ein intensiver Kontakt zum praktischen Maschinenbau ergab. Mangels Promotionsmöglichkeit an den damaligen Gewerbeakademien bzw. -schulen schloss Slaby seine Studien an der Universität Jena ab, wo er mit der mathematischen Dissertation Über die Bewegung eines schweren Punktes auf einer rotierenden Bahn zum Dr. phil. promoviert wurde.

## Erste Lehrtätigkeit
Anschließend nahm er eine Lehrtätigkeit für Mathematik und Mechanik an der Gewerbeschule Potsdam auf, wo er auch mit Heißluft- und Gasmaschinen experimentierte. Dabei verfasste er eine Theorie der Gasmaschinen, die einen wichtigen Platz in der Entwicklung des Ottomotors einnimmt.

## Elektrotechnik

Slaby gewürdigt auf einem Ersttagsbrief (1974)

Berlin war damals das Zentrum der Elektrotechnik, woran Werner von Siemens mit seinen Unternehmen großen Anteil hatte. Dieser unterstützte Slaby persönlich bei privaten Studien auf diesem Fachgebiet. So konnte sich Slaby an der Berliner Gewerbeakademie 1876 habilitieren und daraufhin Vorlesungen über elektrische Kraftmaschinen, Elektrische Telegraphie und Elektromechanik halten. 1883 wurde er der erste Ordentliche Professor für Elektrotechnik an der inzwischen in Technische Hochschule Charlottenburg umbenannten Gewerbeakademie, wobei seine perfekt vorgetragenen Veranstaltungen auf viel Interesse stießen. Slaby befand, dass die theoretischen Vorlesungen unbedingt mit Praktika verbunden werden sollten, die ihm die großzügige Unterstützung der Industrie ermöglichte. 1884 gründete er mit einem Kollegen ein Elektrotechnisches Laboratorium, wobei er den Bereich „Elektrische Maschinen“ übernahm und die Einrichtung schließlich als Prädikatsprofessor leitete, während Hermann Wilhelm Vogel die Abteilung „Elektrische Beleuchtung“ führte. So wurde Berlin zur bedeutendsten Ausbildungsstätte für die noch junge Elektrotechnik. Im Jahr 1895 wurde Slaby zum Mitglied der Leopoldina gewählt.

## Verbrennungsmotoren
Neben seinen Arbeiten auf dem Gebiet der Elektrotechnik widmete sich Slaby auch weiter der Forschung an Verbrennungsmotoren. So wurde das Elektrotechnische Laboraturims schon bei der Gründung auf seinen Wunsch hin auch mit Prüfstandseinrichtungen für Verbrennungsmotoren eingerichtet. Durch systematische theoretische und experimentelle Untersuchungen leistete er auch einen wichtigen Beitrag bei der Weiterentwicklung des noch jungen Verbrennungsmotors und der Entwicklung des Verbrennungsmotoren-Forschung als wissenschaftliche Disziplin. Bei der Verwertung seiner kalorischen Untersuchungen in der universitären Lehre setzte er sich für die Verbreitung thermodynamischer Übungen und Prüfeinrichtungen ein.

## Funkverbindungen
Durch die persönliche Bekanntschaft mit dem Chef der britischen Telegrafenverwaltung William Henry Preece 1897 nahm Slaby an Marconi-Versuchen mit der drahtlosen Telegraphie am Bristolkanal teil. Er erkannte sofort die Bedeutung dieser Erfindung, woraufhin er die Experimente in Berlin sofort wiederholte und ausdehnte sowie die physikalischen und technischen Grundlagen näher untersuchte. Daran zeigten sich auch der Kaiser und die Militärbehörden sehr interessiert. Die drahtlosen Telegraphieversuche fanden zuerst an der Technischen Hochschule Charlottenburg und dann zwischen der Heilandskirche am Port von Sacrow und der 1,6 Kilometer entfernten Matrosenstation Kongsnæs am Neuen Garten in Potsdam statt (Assistent: Georg Graf von Arco). Am 7. Oktober 1897 gelang eine Funkverbindung von Schöneberg nach Rangsdorf, die mit 21 Kilometer bereits einen Weltrekord darstellte, und im folgenden Sommer über 60 Kilometer von Berlin nach Jüterbog. Dabei führten entscheidende Verbesserungen zum Erfolg: Die Funkenstrecke lag nicht in der Sendeantenne (wie es Marconi propagierte), sondern in einem mit dem Antennenkreis induktiv gekoppelten Kreis.

## Gründung von Telefunken
An der Entwicklung von Techniken zur drahtlosen Nachrichtenübermittlung, der Funkentelegrafie, forschte man auch andernorts, wobei stets ein großes Unternehmen dahinter stand: Bei Slaby war es die AEG, bei Marconi war es Wireless Telegraph Co. und bei Ferdinand Braun war es Siemens & Halske. Dies führte dazu, dass der Funkspruch einer Slaby-Station von einer Marconi-Station aufgrund ihres Konzessionsvertrags abgelehnt wurde. Dieser unhaltbare Zustand verlangte nach Vereinbarungen: 1903 gründeten Siemens & Halske und die AEG als Tochtergesellschaft zu gleichen Teilen die Gesellschaft für drahtlose Telegraphie mbH, System Telefunken. Deren Leitung übernahm Slabys ehemaliger Assistent Georg Graf von Arco.

## Engagement für die Hochschule
Nachdem er sowohl Vorsitzender des Vereins Deutscher Ingenieure (VDI) und 1893 als Gründungsmitglied Erster Vorsitzender des Verbands der Elektrotechnik, Elektronik und Informationstechnik (VDE) geworden war, erhielt er persönlichen Zugang zu Kaiser Wilhelm II. Er hielt Vorträge über Technik im Berliner Schloss, aber auch experimentelle Vorlesungen an der Technischen Hochschule Charlottenburg wurden von ihm für den Kaiser veranstaltet. Dort setzte er sich auf Initiative von Alois Riedler für die soziale Anerkennung der Ingenieure und die völlige Gleichberechtigung der Technischen Hochschulen mit den Universitäten ein. Letzteres bedeutete insbesondere das Promotionsrecht für die Technischen Hochschulen in Preußen, das sie 1899 dann auch von Kaiser Wilhelm II. erhielten. Von 1894 bis 1895 war Slaby Rektor der Hochschule, und 1898 wurde er als erster Vertreter einer Technischen Hochschule Mitglied auf Lebenszeit im Preußischen Herrenhaus.
Slaby war darüber hinaus vom 1. März 1906 bis 18. Januar 1912 Vorstandsvorsitzender des Akademischen Vereins „Hütte“ und Mitglied im literarischen Gesellschaftsverein „Tunnel über der Spree“. In diesen Mitgliedschaften begründet ist eine enge Freundschaft u. a. zum Schriftsteller Karl Eggers und zum Bildhauer Ludwig Brunow.

## Emeritierung

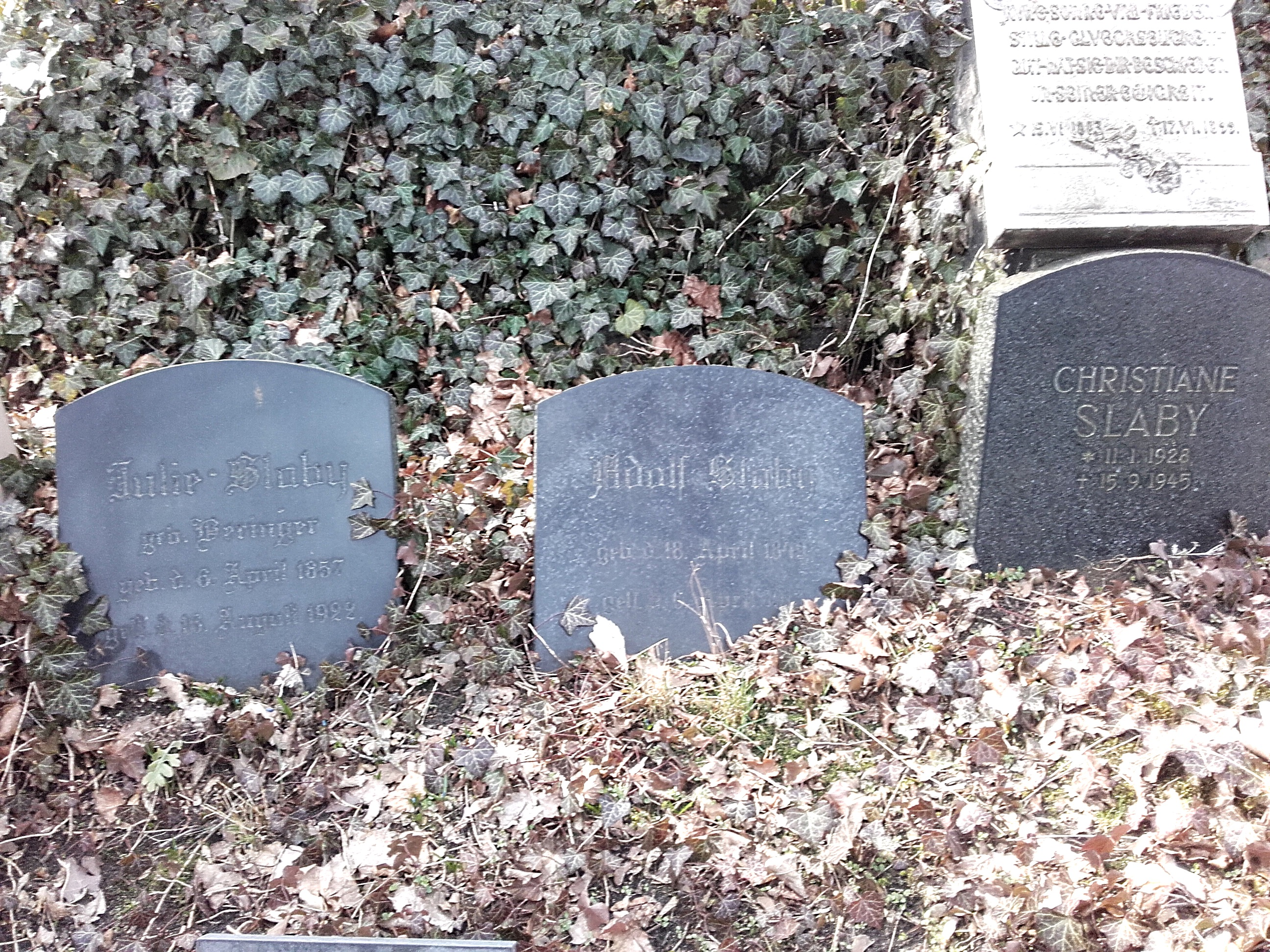
Grab Adolf Slabys (Mitte) und seiner Frau Julie (links)

Ab 1906 hielt Slaby eine spezielle Vorlesung über die Funken-Telegrafie, bis er schließlich 1912 emeritiert wurde. Sein Nachfolger wurde Ernst Orlich, ein Vertreter der klassischen mathematischen Behandlung der Probleme der theoretischen Elektrotechnik.

## Privatleben
Adolf Slaby war mit Julie Beringer (* 6. April 1857; † 16. August 1922) verheiratet, einer Tochter des Berliner Unternehmers August Beringer. Beide wurden im bis heute erhaltenen Familiengrab auf dem Luisenfriedhof II in Berlin-Charlottenburg bestattet.

## Ehrungen

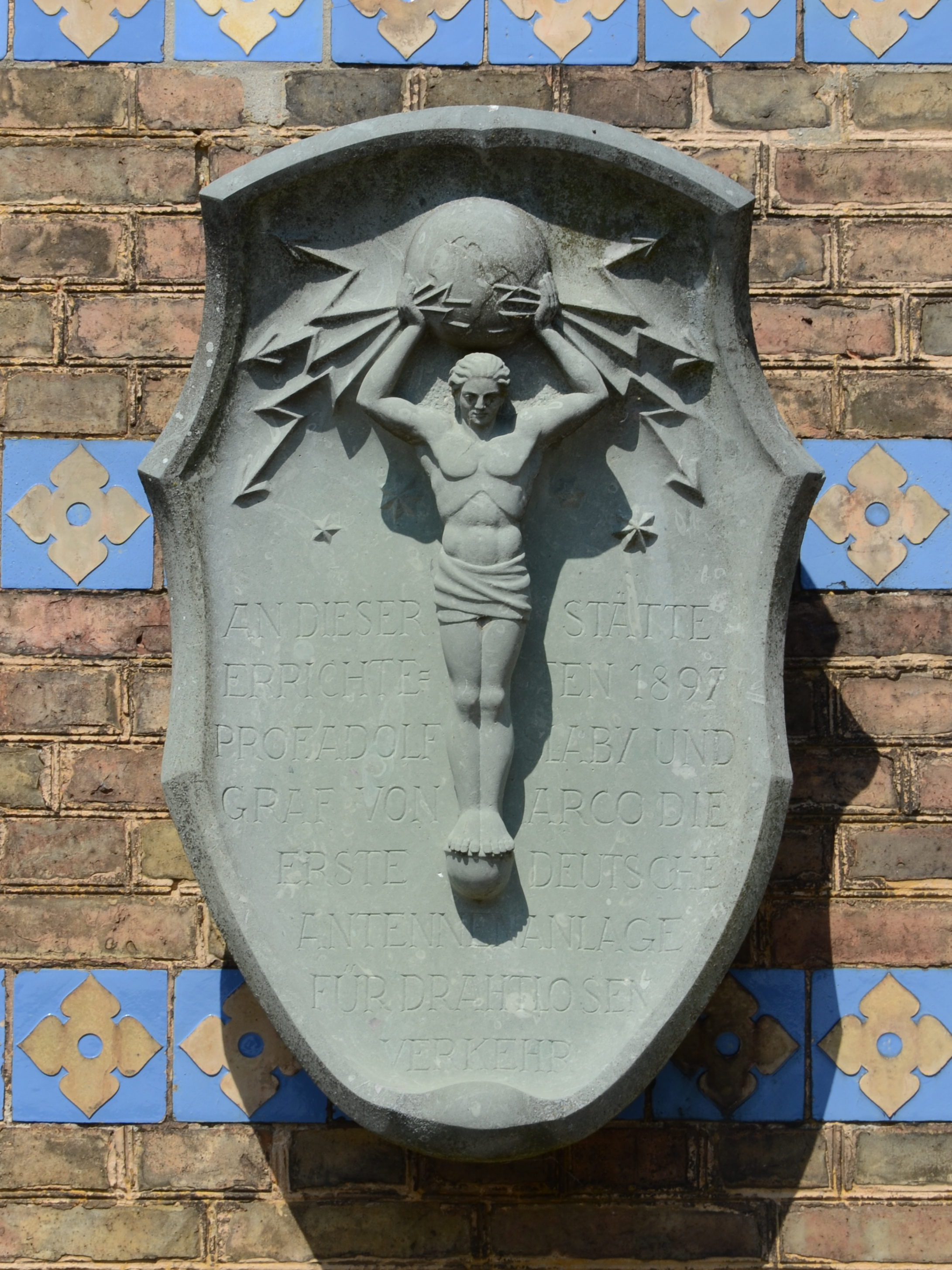
Atlasplatte am Campanile der Heilandskirche am Port von Sacrow

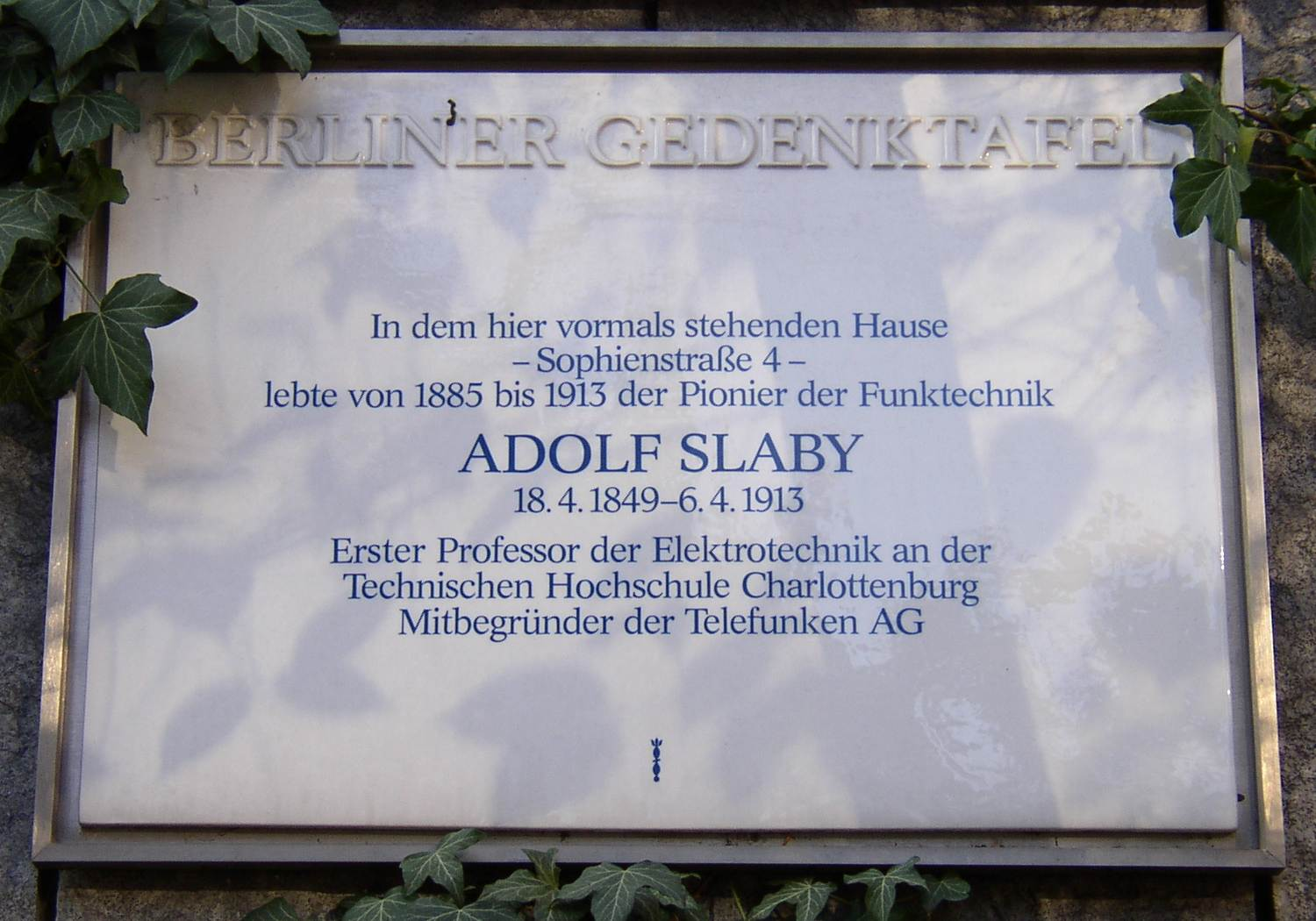
Berliner Gedenktafel in Berlin-Charlottenburg (Straße des 17. Juni 152)

- 1902 wurde Slaby mit der Grashof-Denkmünze des Vereins Deutscher Ingenieure ausgezeichnet.
- Eine 1928 von Hermann Hosaeus geschaffene Gedenktafel über der Eingangstür des Campanile in Sacrow weist auf den dort durchgeführten Funkversuch hin. Im Zentrum der Tafel, die aus grünem Dolomit gearbeitet ist, befindet sich Atlas mit der Weltkugel, umgeben von Blitzen und der Denkschrift: An dieser Stätte errichteten 1897 Prof. Adolf Slaby und Graf von Arco die erste Deutsche Antennenanlage für drahtlosen Verkehr.
- Eine „Berliner Gedenktafel“ befindet sich auf dem Gelände der heutigen Technischen Universität Berlin, Straße des 17. Juni 135, an der Nordostecke des Flachbaus des Instituts für Architektur.
- Zum Gedenken an Slaby wurde 1974 eine Briefmarke von der Deutschen Bundespost Berlin herausgegeben, Erstausgabetag war sein 125. Geburtstag am 14. April.
- In zwei Berliner Bezirken (Treptow-Köpenick und Marzahn-Hellersdorf) und in Köln sind Straßen nach Adolf Slaby benannt.